# Motor Daihatsu serie C
Los motores de la serie C de Daihatsu corresponden a una gama compacta de motores de combustión de tres cilindros, diseñados por Daihatsu, filial de Toyota. Los motores van de 843 a 993 cm³ y han sido fabricados en versiones nafteras y Diesel. Tienen bloques fundición de hierro y tapas de cilindros de aluminio, y son de diseño SOHC o DOHC, con mando de la distribución por correa dentada. El motor apareció por primera vez en el nuevo Daihatsu Charade en octubre de 1977, en su versión "CB20".

## CB (993 cm³)
La versión más difundida es la "CB" de 1,0 litros que traía consigo 65cv, que también estaba disponible en su variante "CL" (Diesel). Hay una versión de 843 cm³ llamada CD y la extremadamente rara 926 cm³ homologación especial llamado CE.
El motor CB de 993 cm³ (1,0 l) apareció en octubre de 1977, para la entonces nueva Daihatsu Charade. Los muñones del cigüeñal están dispuestos a 120 grados y posee un eje de balanceo contrarrotante. El diámetro y la carrera son 76,0 mm (2,99 pulgadas) y 73,0 mm (2,87 pulgadas), respectivamente. También incorporó el concepto de "mezcla pobre" de Toyota, con el objeto de funcionar más limpio.
También fue equipado en el Daihatsu Hijet, a veces denominado "Daihatsu 1000". Se instaló en los modelos S70 / 75/76 y S85. Innocenti de Italia también utilizó este motor para muchas variantes de su gama Minitre / 990 / Small de coches. De Tomaso también fue el primero en turboalimentar este tipo de motor, primero para un Daihatsu show car y luego para el Innocenti Turbo deTomaso.

## CD (843 cm³)
El motor de 843 cm³ CD se instaló generalmente en los Daihatsu Hijet para mercados de exportación (también conocido como el "Daihatsu 850"). El diámetro y la carrera son de 70,0 mm (2,76 pulg.) Y 73,0 mm (2,87 pulg) respectivamente. Chile (y posiblemente otros mercados) también recibió este motor en el Daihatsu Charade, llamado el "G20" o "G21" cuando así se equipa.

## CL (993 cm³ Diesel)

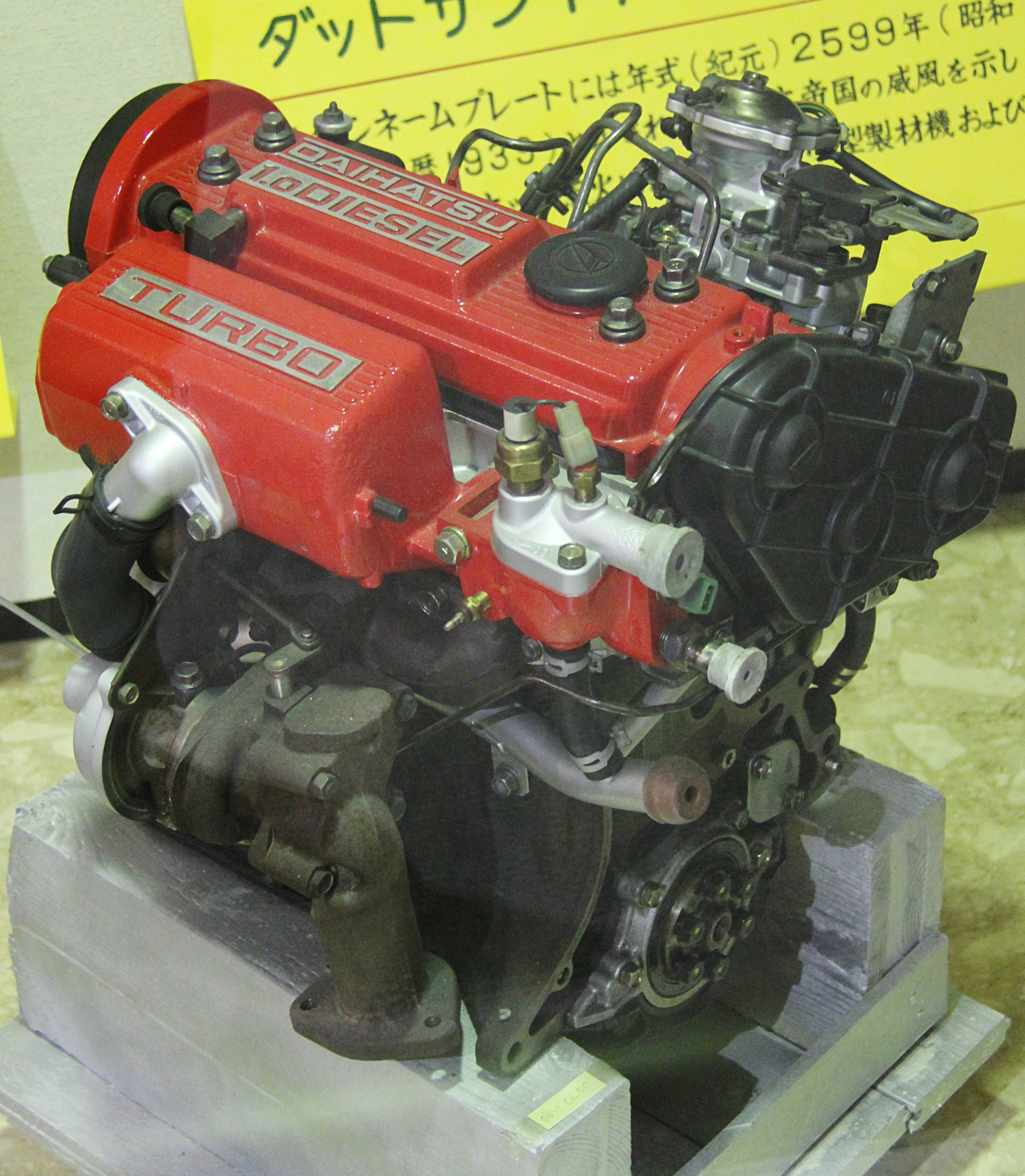

El CL es un motor diesel desarrollado en base al motor CB en 1983. Debido a las reducidas dimensiones, el motor presentaba dificultades técnicas para diseñar una unidad con alta eficiencia térmica, por cuanto el volumen alrededor del cilindro facilita el enfriamiento de la cámara de combustión. En su momento se trataba del motor diesel más pequeño del mundo para automóviles en ese momento. Las especificaciones básicas son similares al tipo CB, pero con una relación de compresión aumentada a 21.5:1, bomba de inyección mecánica del tipo Bosch VE, y culata de cilindros con una cámara de combustión de alta turbulencia. A velocidad constante de 60 km/h lograba un rendimiento de hasta 35km/litro de combustible. En 1984, se introdujo una versión turbocomprimida.
El tipo CL se usó ampliamente en el Innocenti Mini, finalizando la producción en 1993, sin que hubiese un reemplazo en la gama de motores diesel de baja cilindrada hasta hoy.

## Versiones
| Modelo | Potencia máxima          | Par máximo                   | Aplicaciones                  | Observaciones          |
| ------ | ------------------------ | ---------------------------- | ----------------------------- | ---------------------- |
| CB10   | 55 CV (40 kW) @ 5500 rpm | 77 Nm (57 lbft) @ 2800 rpm   | 1977.10 - 1980.10 Charade G10 |                        |
| CB11   | 55 CV (40 kW) @ 5500 rpm | 76.5 Nm (56 lbft) @ 2800 rpm | 1980.10 - 1983.01 Charade G10 |                        |
| CB12   | 55 CV (40 kW) @ 5500 rpm | 76.5 Nm (56 lbft) @ 2800 rpm | Charade G11                   |                        |
| CB20   | 50 CV (37 kW) @ 5500 rpm | 73 Nm (54 lbft) @ 3000 rpm   | Charade G10                   | Versión de exportación |
| CB22   | 50 CV (37 kW) @ 5500 rpm | 73 Nm (54 lbft) @ 3000 rpm   |                               |                        |
| CB23   | 50 CV (37 kW) @ 5500 rpm | 73 Nm (54 lbft) @ 3000 rpm   | Charade G100                  | Versión de exportación |
| CB24   | 50 CV (37 kW) @ 5500 rpm | 73 Nm (54 lbft) @ 3000 rpm   | 1993-1996 Charade G202        |                        |
| CB36   | 50 CV (37 kW) @ 5500 rpm | 73 Nm (54 lbft) @ 3000 rpm   | Charade G100                  |                        |

- Datos: Q11316914